# FBI
Savezni istražni ured (eng. Federal Bureau of Investigation, FBI) savezna je kriminalističko-istražna i obavještajna agencija u sklopu Ministarstva pravosuđa Sjedinjenih Američkih Država. FBI trenutno ima istražnu nadležnost nad kršenjem više od 200 kategorija saveznih zakona i ima jurisdikciju za kazneno gonjenje prekršitelja zakona na području cijele države. 
Agencija zapošljava oko 35 000 ljudi.
Iako su mnoge funkcije FBI-a jedinstvene, njegove aktivnosti u podršci nacionalne sigurnosti uporedive su sa onima britanskog MI5-a i ruskog FSB-a. Za razliku od Središnje obavještajne agencije (CIA), koja nema ovlaštenja za provođenje zakona i koja je usredotočena na prikupljanje obavještajnih podataka u inozemstvu, FBI je prije svega domaća agencija koja održava 56 terenskih ureda u većim gradovima širom Sjedinjenih Američkih Država i više od 400 rezidentnih agencija u manjim gradovima i područjima širom SAD-a. U svakom terenskom uredu, viši časnik FBI-a istovremeno služi kao predstavnik upravitelja nacionalne obavještajne službe.
Unatoč svojem domaćem fokusu, FBI također održava značajan međunarodni utjecaj, upravljajući 60 ureda pravnog atašea (LEGAT) i 15 podružnica u američkim ambasadama i konzulatima širom svijeta. Ova inozemna predstavništva postoje prvenstveno u svrhu koordinacije sa stranim službama sigurnosti i obično ne provode jednostrane operacije u zemljama domaćinima. FBI ponekad obavlja i tajne aktivnosti u inozemstvu, baš kao što CIA ima ograničenu domaću funkciju; te aktivnosti obično zahtijevaju koordinaciju vladinih agencija.

## Kratka povijest
Agencija je s radom počela 1908. godine kao Ured za istrage (eng. Bureau of Investigation, BOI). J. Edgar Hoover je imenovan ravnateljem Istražnog ureda – FBI-evog prethodnika – 1924. godine i bio je ključan u osnivanju FBI-a 1935. godine, gdje je ostao direktor još 37 godina do svoje smrti 1972. godine, tako da je tu funkciju obnašao ukupno 48 godina što je duže od svih FBI direktora sve do danas. 

## Doprinosi J. Edgar Hoovera
Hooveru pripadaju zasluge za mnoga poboljšanja i izmjene koje je unio u rad Ureda, čime je od FBI-a stvorio vodeću kriminalističko-istražnu agenciju u svijetu. Hoover je također dao osnovati FBI Akademiju, i Kriminalističko-pravni, Vrhovni gangsterski program (eng. Top Hoodlum Program) te servisno-informacijski sektor, koji služi kao glavna podrška svim uredima FBI-a, razmještenim po SAD-u.

## Sjedište i godišnji proračun
Sjedište FBI-a je u J. Edgar Hoover Building, a smješteno je u Washingtonu, D.C..
U 2021. godinišnji proračun za Agenciju iznosio je oko 9,749 milijardi dolara.

## Vanjske poveznice
- Službena stranica (engl.)
- Organigram FBI